# Пиганов, Максим Владимирович
Максим Владимирович Пиганов (род. 14 апреля 1964, Калининград, Калининградская область) — советский и российский джазовый тромбонист, аранжировщик. Руководитель ансамбля The Trombone Show. Солист Государственного камерного Оркестра имени Олега Лундстрема. Доцент кафедры инструментального джазового исполнительства (инструмент - тромбон) в Российской академии музыки имени Гнесиных. 

## Биография

### Калининград
Пиганов Максим Владимирович родился 14 апреля 1964 года в городе Калининград (Калининградская область).
В 1984 году закончил Калининградское областное музыкальное училище по классу тромбона, ныне Калининградский областной музыкальный колледж им. С. В. Рахманинова.
В 1989 году окончил Государственную консерваторию Ордена Дружбы народов Литовской ССР, город Вильнюс, ныне Литовская академия музыки и театра.
В 1981 году дебютировал в оркестре «Ритм» Виктора Авдеева.
В том же году Пиганов создает «Калининградский диксиленд», с которым в роли руководителя гастролирует по Прибалтике и другим городам Союза. «Калининградский диксиленд» участвует во многих джазовых фестивалях в Санкт-Петербурге, Казани, Тюмени, Ростове-на-Дону, Кривом Роге, Одессе, Витебске, Минске, Паланге, Риге, Бирштонасе, Ольштыне, Фленсбурге и др. В 1995 году Максим Пиганов награждён медалью лауреата «Всесоюзного смотра художественного творчества». На фестивале в 1988 году «Бирштонас’88» (Литва) диксиленд Пиганова был награждён дипломом «Лучший диксиленд фестиваля» и записан на фестивальную пластинку. В 1990 году на фестивале в Риге (Латвия) Максим получает диплом «Лучшего тромбониста фестиваля». В 1993 году в городе Flensburg (Германия) выходит аудио-кассета «Sarancha» с записью «Калининградского диксиленда».
Под управлением Пиганова коллектив участвует во всех фестивалях и концертах Калининградской области и к 1986 году становится одним из ведущих диксилендов СССР. С 1995 года «Калининградский диксиленд» работает в Калининградской областной филармонии. Всего коллектив просуществовал 17 лет.

### США
C 1999 по 2001 Максим работает по контракту в американо-норвежской компании «NCL», на лайнерах которой в это время проходят крупные джазовые фестивали. В этот период Пиганов играет с легендарными оркестрами Глена Миллера, Бенни Гудмана, Томми Дорси, Вуди Германа, Гая Ломбардо, с ансамблем Джерри Маллигана. Сотрудничает с такими музыкантами-легендами как Фрэнк Фостер, Джородж Бенсон, Ричи Коул, Рэнди Брекер, Туттс Теллеманс, Билли Кобэм, Лес Браун, Джордж Дюк, Уинтон Марсалис, Валерий Пономарев, Ширли Хорн и другими.
На одном из фестивалей Пиганов познакомился с известным американским трубачом Бобом Мастеллером, владельцем джаз-клуба «The Jazz Corner». В 2000—2001 гг. Максим постоянно выступает в составе квинтета Боба Мастелера в его джаз-клубе, а также городах штатов Южная Каролина, Джорджия. В 2000 году был записан совместный альбом «Bob Masteller and Friends, featuring Maxim Piganov» (2000, Hilton Head, SC, USA).

### Москва
По возвращении в Россию Пиганов успешно проходит прослушивание в оркестр Игоря Бутмана и переезжает из Калининграда в Москву. C 2001 по 2007 — Пиганов — солист оркестра, он участвует во всех знаковых выступлениях биг-бэнда. В том числе: выступление в Линкольн-центре с оркестром Уинтона Марсалиса, 2003 г., выступление на о. Эльба с оркестром Юрия Башмета, фестивали «Триумф джаза» и другие.
- С осени 2002 года Максим совмещает работу в оркестре с проектом «Бродвей в Москве» (Мюзикл «42 улица»).
- С августа 2005 Пиганов становится солистом второго наиболее известного московского биг-бэнда — Оркестра джазовой музыки имени Олега Лундстрема (под управлением Г. Гараняна). В 2006 Пиганов записывается для альбома «Caravan» George Garanian Big band (2006, Москва).
- В 2006 году Пиганов выступает на сцене Большого зала Московской государственной консерватория имени П. И. Чайковского солистом с оркестром Виртуозы Москвы.
- В 2007 Пиганов уходит из оркестра И. Бутмана. Основным для него теперь является оркестр имени О. Лундстрема[5], в составе которого Максим участвует во всех ключевых концертах. С 2010 года Пиганов занимает должность дирижёра оркестра имени О. Лундстрема.

## The Trombone Show

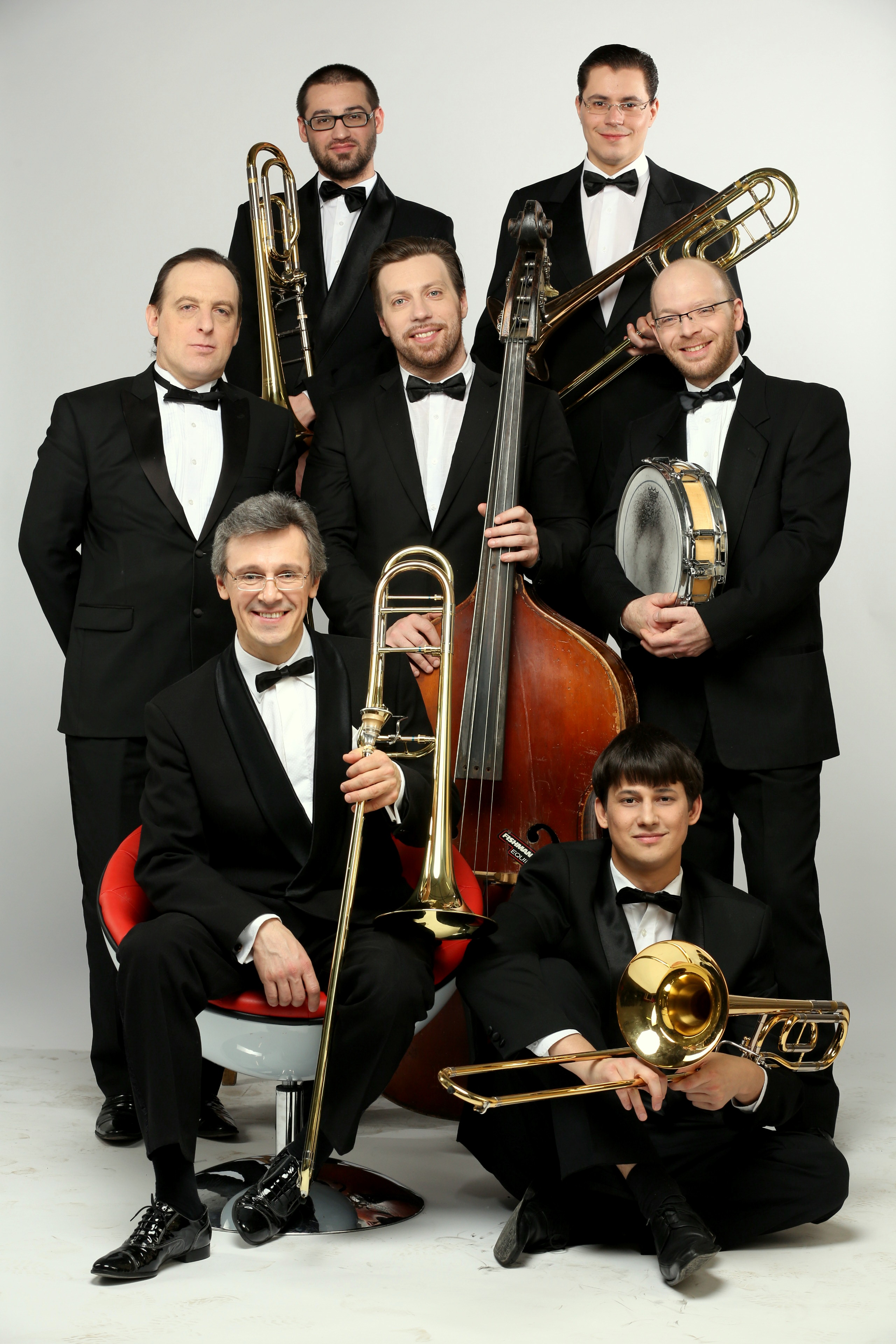

В 2007 году Пиганов создает коллектив The Trombone Show. Это уникальный в мире и единственный в стране коллектив, состоящий из четырёх тромбонов и ритм группы. Все аранжировки для коллектива написаны самим Пигановым. Название коллективу дал Народный артист России Анатолий Кролл, которому очень понравилась мощная, светлая энергетика ансамбля. Сегодня The Trombone Show является одним из самых востребованных джазовых коллективов страны. В 2009 г. выходит первый альбом коллектива What a Wonderful World. В репертуаре ансамбля представлены различные концертные программы: «Посвящение Новому Орлеану» (джаз 20-30х гг.), «Джаз из Патефона» — программа, посвященная творчеству Леонида Утесова, «Нестандартные стандарты» (джаз 40-60х гг.), «От диксиленда до джаз-рока», «Русский народный джаз», «Джаз, кино и фантазия», премьера которой состоялась в Московском международном Доме музыки и другие.
Музыкальные программы в исполнении The Trombone Show звучат на ведущих концертных площадках Москвы. Это Государственный Кремлёвский дворец съездов, Концертный зал имени П. И. Чайковского, Московский международный Дом музыки, Политехнический музей, театрально-концертный зал «Дворец на Яузе», зал Союза композиторов, Центральный Дом работников искусств, Центральный Дом литераторов, Центральный Дом учёных, концертный зал «Мир», театр имени В. Маяковского, культурный центр Любови Орловой и т. д.
The Trombone Show частый гость теле- и радиопередач таких как «Поле чудес», «Когда не хватает джаза» на Радио России, «Ночной эфир Бориса Алексеева» на радио Эхо Москвы, музыкальных программ на телеканале Культура, радио Культура, Москва 24, Наше радио. Летом 2010 года об ансамбле The Trombone Show вышла программа на радио «Свобода» — «Поверх барьеров» с Иваном Толстым.
The Trombone Show постоянный участник джазовых фестивалей как в России, так и за рубежом.
- Российские звезды мирового джаза[12] (Москва)
- Карнавалы джаза в Политехническом (Москва)
- Российский джаз — великие имена (Москва)
- Джаз в филармонии[13] (Калининград)
- Евразия (Оренбург)[14]
- Jazz Travel Finland[15](Хельсинки)
- Полное погружение (Ярославль)
- Black Sea Jazz Festival[16] (Сочи)
- Взлетная полоса[17](Жуковский)
- Какой удивительны мир[18] (Челябинск)
- Усадьба Jazz[19] (Екатеринбург)
- Усадьба Jazz[20] (Москва)
- Нашествие[21] (Москва)

### Пиганов и Утёсов
Творчество Леонида Утесова крайне увлекло Максима, вследствие этого было создано несколько отдельных проектов:

«В последнее время Леонид Утёсов популярен на московских музыкальных площадках: с 2010 года в клубах и концертных залах можно увидеть программу „Джаз из патефона“, в которой песни Утесова звучат в джазовой обработке, совсем недавно „Гоголь-центр“ выпустил концерт-спектакль „Утёсов“, где узнаваемые хиты и неожиданные малоизвестные песни артиста очень своеобразно обыграны актёром Дмитрием Хоронько, а на прошлой неделе на фестивале „Усадьба Jazz“ с успехом прошла премьера „утесовской“ программы Александра Ф. Скляра. Оказалось, что за всеми вариациями на Утесовскую тему стоит один и тот же человек — тромбонист, аранжировщик, руководитель ансамбля „The Trombone Show“ Максим Пиганов»— «Новая программа Максима Пиганова «Утёсов НАВСЕГДА» Jazz Map & News 2013г.
- Программа The Trombone Show «Джаз из Патефона»

Программа «Джаз из Патефона» была создана, чтобы привлечь внимание современников к творчеству Утесова, стряхнуть пыль со старых пластинок, которые составляют золотой фонд российской и даже мировой музыкальной культуры. Дать им новую жизнь, новое звучание уже в наши дни. Построена программа тематически, сначала охвачен период «Одесский», затем Максим обращается к «Военному» периоду («Бомбардировщики», «Барон Фон Дер Пшик», «Песня военных корреспондентов»), и завершается она последним периодом жизни Утесова — это композиции «Когда проходит молодость», «Московские окна». Специально для этого проекта Максим приглашает в «тромбоны» трубача — Константина Гевондяна. В программе звучат как инструментальные, так и вокальные мелодии.
Премьера программы состоялась в марте 2011 г.
- Спектакль-концерт «Утёсов»[22] в Гоголь-центре Кирилла Серебренникова.

«Утёсов» — спектакль-концерт, в котором зритель с помощью различных визуальных средств погружается в атмосферу творчества Леонида Утёсова. Утёсов давно уже стал не просто легендой советской музыки, но и одним из главных советских мифов. Когда-то Утёсов выступал и на сцене Театра им. Н. В. Гоголя, десятилетия спустя его песни звучат на этом месте вновь — теперь в «Гоголь-центре». Идея проекта реализована известным исполнителем ретро-эстрады Дмитрием Хоронько, в сотрудничестве с режиссёром Ильей Шагаловым и музыкальным руководителем Максимом Пигановым. В рамках проекта Максим совместно с Дмитрием Серебровым создает аранжировки, а также является дирижёром и музыкальным руководителем симфо-джазового оркестра. Премьера спектакля состоялась в 2013 г.
- «Утёсов НАВСЕГДА»[23].

Серия гала-концертов, которые состоялись в Московском театре имени В. Маяковского, а также в Концертном зале имени П. И. Чайковского. Специально для программы Максим создает авторские аранжировки на песни Леонида Утесова, которые исполняются известными артистами совместно с The Trombone Show. В концертах приняли участие Александр Олешко, Анна Ардова, Александр Ф. Скляр, Вадим Эйленкриг, Брендон Стоун, Дмитрий Хоронько, Этери Бериашвили, Мари Карне, Ефим Александров, Константин Гевондян и другие. Ведущий программы «Утёсов НАВСЕГДА» Владимир Молчанов.
- «Спасибо, сердце!»[24]

Совместный проект The Trombone Show и Александра Ф. Скляра. Это взгляд двух артистов, у каждого из которых — свои особенности восприятия, на творчество Леонида Утесова через призму времени. В сочетании все это приводит к необычному и интересному результату, к своеобразным «вариациям на утесовскую тему». Для программы были выбраны песни Леонида Утесова, которые близки и интересны обои артистам: «Бомбардировщики», «Песня старого извозчика», «Мишка-одессит», «Одесский порт» и другие, органично аранжированные Максимом. Премьера программы состоялась на фестивале Усадьба Jazz в Москве в 2013 г.

## Другие проекты
С 2007 года Пиганов — преподает в Российской Академии музыки им. Гнесиных по классу тромбона на эстрадном отделении.
С 2008 года Доцент кафедры инструментальной эстрадно-джазовой музыки Государственной классической академии им. Маймонида.
С 2008 года по настоящее время Пиганов ведёт цикл передач о выдающихся джазовых тромбонистах в программе «Когда не хватает джаза» на Радио России совместно с журналистом и радио-ведущим Алексеем Колосовым.
В течение нескольких лет Пиганов участвует в образовательной культурной программе «Джаз вместе с мамой», где с детства объясняют детям, что такое музыка, на примере живых выступлений музыкантов.
Весной 2012 Пиганов аранжировал и записал музыку для документального фильма «Вершины голубой лагуны» режиссёр Майа Данилевская.

## Дискография
- 1988 — «Бирштонас-88», Бирштонас, Литва, виниловый диск
- 1993 — «Sarancha, Jazz from Kaliningrad», Flensburg, Germany, аудио кассета
- 1995 — «Sarancha», Калининград
- 1998 — «Gypsy jazz», Калининград
- 2000 — «Вов Masteller and friends, featuring Maxim Piganov», Hilton Head, SC, USA
- 2004 — «Джаз на троих» совместно с Сергеем Бумагиным, Москва
- 2004 — «Trombones», Калининград
- 2006 — «Caravan» George Garanian Big Band, Москва
- 2007 — «La vie en rose» Максим Пиганов и Алексей Карпов, Москва
- 2010 — «What a wonderful world» Максим Пиганов & «The Trombone Show», Москва
- 2012 - “That old feeling” Moscow Ragtime Band & Polina Kasyanova, Москва
- 2014 - “Samara fair” The Oleg Lundstrem Jazz Orcherstra, Москва
- 2015 - “Carnival morning” Irina Bogushevskaya & Alexey Ivaschenko, Москва
- 2017 - “Just swing without sing” Liberty Jazz Trio, Москва
- 2017 - “Suite by Boris Frumkin” The Oleg Lundstrem Big Band, Москва
- 2017 - “On a large scale” Alexey Kruglov & Krugly Band w/ Arkady Shilkloper, Москва
- 2018 - Bernard Schwenter (banjo, vocal) & Maxim Piganov (trombone), Москва
- 2018 - “It’s love” Marina Volkova Jazz Band, Москва
- 2020 -  “6 letters” Alexander Pokrovskiy, Москва
- 2021 - “Jazz for us” Maxim Piganov & friends, Москва
- 2022 - "Kiss me once and kiss me twice, then kiss me once again", Максим Пиганов и "Тромбон-шоу", Москва (запись сделана в 2013 г., но издана позже)

## Семья
- Жена — Резанова-Пиганова Татьяна Николаевна (с 2022 г.), дочь Юлия (р. 1987) от первого брака с Тепцовой Ириной Владимировной (до 2021 г.);